# Huis ter Drift
Huis ter Drift was een Nederlands tuberculose-sanatorium in Doorn, in de provincie Utrecht.

## Geschiedenis
Het sanatorium ontstond in een woning in Bussum en verhuisde in 1904 naar een gloednieuw gebouw aan de Berkenweg in Doorn. Er werden alleen kinderen behandeld en er was in het begin ruimte voor 16 patiëntjes, maar het is niet duidelijk of zij toen al werden behandeld voor tuberculose.
In 1912 werd de 's-Gravenhaagsche Vereeniging tot bestrijding der Tuberculose door een gift exploitant van het sanatorium, er was toen ruimte voor 23 kinderen. De tuberculosebestrijding in Den Haag ging daardoor bestaan uit drie locaties: het consultatiebureau aan het Oranjeplein, sanatorium De Lighallen voor volwassen en Huis ter Drift voor kinderen. Het sanatorium was tot 1919 altijd in de winter dicht. Toen het sanatorium na de winter in mei 1919 weer open ging, bleek dat dieven een groot aantal dekens en andere objecten hadden gestolen. In 1920 werd er verwarming aangelegd en waren dankzij een subsidie van de gemeente ook 's winters kinderen welkom. In 1929 vond er een verbouwing plaats en konden er 40 kinderen kuren in het sanatorium. Ze kregen ook les van een onderwijzer, zodat ze niet te veel achter gingen lopen.
De besmettingen met tuberculose namen ook in Den Haag af en begin jaren 1950 werden de laatste patiëntjes in Huis ter Drift verzorgd. Daarna kwamen er chronische zieken in de zalen te liggen. In 1953 werd namelijk het Zonnehuis geopend, een verpleeghuis voor chronische zieken. Bij een latere verbouwing van het Zonnehuis is het oorspronkelijke Huis ter Drift gesloopt.